# 設楽悠太

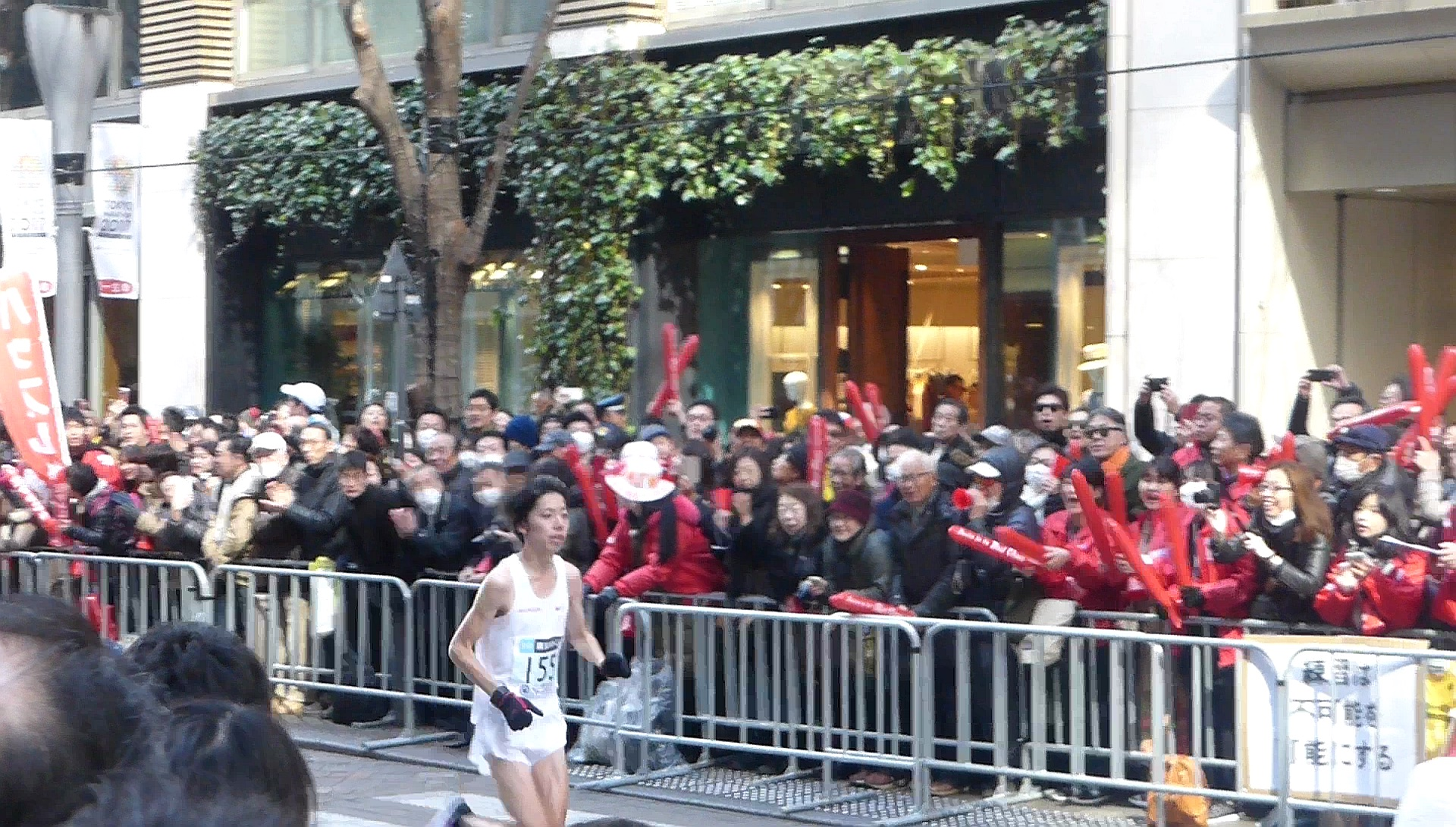
2017年の東京マラソン

設楽 悠太（したら ゆうた、1991年12月18日 - ）は、日本の陸上競技選手で、専門種目は駅伝、長距離走、マラソン。
埼玉県大里郡寄居町出身。武蔵越生高等学校、東洋大学経済学部卒業。
同じく西日本鉄道に所属する設楽啓太は双子（二卵性双生児）の兄。マラソン、ハーフマラソンの元日本記録保持者。

## 来歴・人物
小学校6年の時に兄の影響を受け、陸上を始める。
宝物は仲間で、好きな女性タレントは小島瑠璃子で、その他にももいろクローバーZの玉井詩織の大ファンでもある。
右利きだが、左利きの兄・啓太の影響を受け腕時計は右にしている。
双子の他に2歳上の姉がいる。
中学時代には兄・啓太と共にチームを初の全国中学校駅伝大会出場へと導いた。
高校時代には兄・啓太と共にチームを初の全国高等学校駅伝競走大会出場へと導いた。
兄・啓太とは大学まで同じチームで活躍していたが、2023年に同じく西日本鉄道に移籍の上で入社したことで再び同じチーム所属となった。
2010年11月に開催された全日本大学駅伝では5区を担当。区間新の走りをしたが前を走る早大同学年の志方文典がそれを越えるタイムを出し、前との差を詰められずチームは3位になった。また、翌年1月に行われた第87回東京箱根間往復大学駅伝競走では3区を走ったが、ここでも早稲田の矢澤曜との差を広げられてしまい、チームは史上最小の21秒で敗れた。
2012年1月に開催された第88回東京箱根間往復大学駅伝競走第7区を走り、それまでの第7区の区間記録である1時間02分35秒（東海大・佐藤、2008年）を3秒短縮し、1時間02分32秒で区間記録を更新。3回目となる東洋大学の総合優勝に大きく貢献した。同年の出雲全日本大学選抜駅伝競走では4区を走り区間2位、また全日本大学駅伝では4区を走り区間3位となる好走をみせた。
2014年1月に行われた第90回東京箱根間往復大学駅伝競走では3区を走り、21秒前にスタートした油布郁人を捉え首位に浮上、歴代4位となる1時間02分13秒で走りきり東洋大学の往路優勝、総合優勝へ貢献した。
大学卒業後は兄・啓太とは袂を分かち本田技研工業（以下、特記のない限りHondaと表記）に入社し、同社の陸上競技部に所属した。2015年元日の第59回全日本実業団対抗駅伝競走大会ではルーキーながら最長区間の4区（22.0 km）を走り、10番手から4番手へ順位を上げる6人抜きの走りで兄・啓太や村澤明伸、同い年の窪田忍、4区の区間記録保持者である今井正人ら有力選手を抑え区間賞を獲得すると共に、2013年に今井が記録した1時間02分50秒を上回る1時間02分47秒の区間新記録を樹立した。
2015年は名実ともにチームのエースとなり、第99回日本選手権では10000mに出場、2位入賞を果たした。前月のゴールデンゲームズinのべおかで世界陸上参加標準記録を突破していたため、同年8月開催予定の世界陸上北京10000m日本代表に内定。兄の啓太に先んじて初の世界陸上出場を決めることになった。世界陸上では、2周回遅れの23位であった。
2016年元日の第60回全日本実業団対抗駅伝競走大会では前年区間記録を樹立した4区を1時間02分45秒で走り、区間記録を更新し区間賞を獲得、Hondaを一時先頭まで押し上げた。悠太は大学2年生の2012年箱根駅伝以来、2012年から2014年の箱根駅伝、2015年・2016年のニューイヤー駅伝、2017年の天皇盃、2018年の第62回全日本実業団対抗駅伝競走大会と7年連続正月の駅伝大会で区間賞を獲得している。
2017年2月26日、東京マラソン2017（世界陸上ロンドン大会・男子マラソン選考会）で自身初のフルマラソンに挑戦。レース序盤から海外勢の世界記録を上回る超高速ペースへ果敢についていったが、5km手前で離れ始める。それ以降も日本人争いのトップに立ち、日本男子のマラソン最高記録（高岡寿成の2時間6分16秒）を上回るハイペースで飛ばしていた。しかし、30km地点を過ぎた辺りから極端にペースダウン。終盤の38km付近で井上大仁（総合8位・日本男子首位）に追い抜かれ、更にゴール手前で山本浩之にも先を越されてしまい、結果男子総合11位・日本人3着の2時間9分27秒でのフィニッシュとなった。
2018年2月25日、東京マラソン2018は30km過ぎまでハイペースの先頭集団に果敢についていった。31km過ぎでディクソン・チュンバ（ケニア）らのロングスパートに対応出来ず、一時ペースを落としたがここから持ち直し、38km過ぎで井上大仁らを抜き返し日本人トップに立つ。結果、優勝者・チュンバから41秒遅れの2時間6分11秒 で総合2位・日本人トップに入り、従来高岡寿成が保持していたマラソン日本男子記録を16年ぶりに5秒更新。さらにマラソン日本記録更新の報奨金1億円と、マラソングランドチャンピオンシップ（2020年東京オリンピック男子マラソン選考会）の出場権も獲得した。
ゴールドコーストマラソン2019で終始トップ集団でレースを運び、35kmで一旦遅れるもの40km地点付近でスパートをかけ、2時間7分50秒の大会新記録でマラソン初優勝を遂げた。
2019年9月15日開催のマラソングランドチャンピオンシップ・男子の部に出場。スタートから間もなく自ら飛び出して大逃げを打ち、15Km地点では2位集団に2分13秒もの大差をつけた。だが、そこから徐々に失速してゆき、ついに37.4Km付近で後方から迫った第2集団に逆転されて後退してしまう。結局2時間16分9秒の14位に終わった。
残り1枠となった五輪代表の座を争うMGCファイナルチャレンジの第2弾となった2020年3月1日開催の東京マラソン2020では、再び日本記録保持者・MGC3位の大迫傑らと対決。レース序盤から大迫、井上大仁らの超高速ペースにはついていかず、第2集団で待機。25Km地点迄は5Km毎のラップタイムが14分台後半のハイペースで進んだが、30Km地点では15分台とペースダウン。35 - 40Kmの5Kmラップは16分台へ落ちてしまい、結局総合16位（日本人10着）に終わった。
2021年12月5日、この年で最後の開催となった第75回福岡国際マラソンに出場したが、20kmを通過した直後に途中棄権した。
2022年1月1日、ニューイヤー駅伝でHondaは優勝したが、自身は補欠に回り優勝メンバー入りは果たせなかった。
2023年3月31日、Honda陸上部を退部、同時にHondaを退社し、所属先が決まるまではフリーで現役を続行した。7月1日より西日本鉄道に中途採用で入社。国際物流事業本部に所属し、東京拠点で活動している。

## マラソン記録
- 2時間06分11秒 : 2018年2月25日 東京マラソン

|            | 5 km  | 10 km | 15 km | 20 km | ハーフ  | 25 km   | 30 km   | 35 km   | 40 km   | ゴール  |
| ---------- | ----- | ----- | ----- | ----- | ------- | ------- | ------- | ------- | ------- | ------- |
| タイム     | 14:51 | 29:44 | 44:36 | 59:27 | 1:02:43 | 1:14:24 | 1:29:20 | 1:44:20 | 1:59:31 | 2:06:11 |
| スプリット | 14:51 | 14:53 | 14:52 | 14:51 |         | 14:57   | 14:56   | 15:00   | 15:11   | 06:40   |
| kmあたり   | 2:58  | 2:59  | 2:58  | 2:58  | 2:58    | 2:59    | 2:59    | 3:00    | 3:02    | 2:59    |

## 自己ベスト
| 種目           | 記録          | 年             | 大会                         | 備考                    |
| -------------- | ------------- | -------------- | ---------------------------- | ----------------------- |
| 1500m          | 3分48秒29     | 2015年7月15日  | リージュ国際大会             |                         |
| 3000m          | 7分59秒97     | 2012年7月21日  | トライアルinいせさき         |                         |
| 5000m          | 13分34秒68    | 2015年4月18日  | 織田幹雄記念国際陸上競技大会 |                         |
| 10000m         | 27分41秒97    | 2017年11月25日 | 八王子ロングディスタンス     |                         |
| ハーフマラソン | 1時間00分17秒 | 2017年9月16日  | ウスティ・ハーフマラソン     | 元日本記録、日本歴代6位 |
| マラソン       | 2時間06分11秒 | 2018年2月25日  | 東京マラソン2018             | 元日本記録              |

## 主な戦績
| 年   | 大会                                         | 種目           | 順位 | 記録          | 備考                               |
| ---- | -------------------------------------------- | -------------- | ---- | ------------- | ---------------------------------- |
| 2009 | 第44回千葉国際クロスカントリー大会           | ジュニア       | 18位 | 24分07秒      | 8 km                               |
| 2009 | 第62回全国高等学校総合体育大会陸上競技大会   | 5000m予選第2組 | 16位 | 15分16秒80    | 決勝進出ならず                     |
| 2010 | 第45回千葉国際クロスカントリー大会           | ジュニア       | 13位 | 24分18秒      | 8 km                               |
| 2010 | 第26回日本ジュニア・ユース陸上競技選手権大会 | 5000m          | 3位  | 14分22秒19    |                                    |
| 2011 | 第90回関東学生陸上競技対校選手権大会         | 10000m         | 7位  | 29分08秒39    | 1部                                |
| 2011 | 第24回上尾シティハーフマラソン               | ハーフマラソン | 2位  | 1時間02分35秒 | 日本人1位                          |
| 2012 | 第7回ニューヨークシティハーフマラソン        | ハーフマラソン | 14位 | 1時間01分48秒 | アメリカ国内日本人学生男子最高記録 |
| 2012 | 第91回関東学生陸上競技対校選手権大会         | 10000m         | 3位  | 28分30秒68    | 1部                                |
| 2012 | 第18回世界学生クロスカントリー選手権大会     | 10500m         | 2位  | 29分15秒      |                                    |
| 2013 | 第92回関東学生陸上競技対校選手権大会         | 10000m         | 3位  | 28分31秒14    | 1部、日本人1位                     |
| 2013 | 第27回ユニバーシアード                       | ハーフマラソン | 20位 | 1時間08分25秒 |                                    |
| 2013 | 第24回ゴールデンゲームズinのべおか           | 10000m         | 3位  | 27分54秒82    |                                    |
| 2014 | 第23回金栗記念選抜中長距離熊本大会           | 5000m4組       | 9位  | 13分49秒98    |                                    |
| 2014 | 第25回ゴールデンゲームズinのべおか           | 10000m         | 優勝 | 28分15秒73    |                                    |
| 2014 | ナイトオブアスレチックス                     | 5000mC組       | 4位  | 13分44秒13    | 自己ベスト                         |
| 2015 | 第26回ゴールデンゲームズinのべおか           | 10000m         | 2位  | 27分42秒71    | 自己ベスト                         |
| 2015 | 日本実業団連合欧州遠征                       | 1500m4組       | 9位  | 3分48秒29     | 自己ベスト                         |
| 2015 | 世界陸上競技選手権北京大会                   | 10000m         | 23位 | 30分08秒35    |                                    |
| 2016 | 日本選手権                                   | 10000m         | 3位  | 28分17秒51    |                                    |
| 2016 | リオデジャネイロオリンピック                 | 10000m         | 29位 | 28分55秒23    |                                    |
| 2017 | ビレル・グランプリ・プラハ2017               | 10km           | 16位 | 28分59秒      | 日本人トップ                       |
| 2017 | ウスティ・ハーフマラソン                     | ハーフマラソン | 8位  | 1時間00分17秒 | 日本記録更新・日本人トップ         |
| 2018 | 第72回香川丸亀国際ハーフマラソン             | ハーフマラソン | 2位  | 1時間01分13秒 | 日本人トップ                       |
| 2019 | 第9回高橋尚子杯ぎふ清流ハーフマラソン        | ハーフマラソン | 5位  | 1時間01分36秒 | 日本人トップ                       |
| 2019 | 第103回日本選手権                            | 5000m          | 8位  | 13分47秒31    |                                    |
| 2020 | 第74回香川丸亀国際ハーフマラソン             | ハーフマラソン | 6位  | 1時間00分49秒 |                                    |

### 駅伝成績
| 年   | 大会                                         | 区間 | 距離      | 順位     | 記録          | 備考                         |
| ---- | -------------------------------------------- | ---- | --------- | -------- | ------------- | ---------------------------- |
| 2006 | 第14回全国中学校駅伝大会                     | 4区  | 3.0 km    | 区間2位  | 9分33秒       | 兄・啓太は1区3位             |
| 2007 | 平成19年度全国高校駅伝埼玉県予選会           | 4区  | 8.0875 km | 区間3位  | 25分09秒      | 兄・啓太は3区で区間賞        |
| 2007 | 第60回関東高等学校駅伝競走大会               | 4区  | 8.0875 km | 区間10位 | 24分51秒      | 兄・啓太は3区で区間賞        |
| 2008 | 平成20年度全国高校駅伝埼玉県予選会           | 3区  | 8.1075 km | 区間2位  | 24分25秒      | 兄・啓太は1区2位             |
| 2008 | 第61回関東高等学校駅伝競走大会               | 3区  | 8.1075 km | 区間4位  | 24分42秒      | 兄・啓太は1区2位             |
| 2009 | 平成21年度全国高校駅伝埼玉県予選会           | 3区  | 8.1075 km | 区間賞   | 24分44秒      | 全国高校駅伝出場決定         |
| 2009 | 第62回関東高等学校駅伝競走大会               | 3区  | 8.1075 km | 区間14位 | 25分41秒      | 兄・啓太は1区2位             |
| 2009 | 第60回全国高等学校駅伝競走大会               | 3区  | 8.1075 km | 区間10位 | 24分28秒      | 兄・啓太は1区28位            |
| 2010 | 第15回天皇盃全国都道府県対抗男子駅伝競走大会 | 4区  | 5.0 km    | 区間4位  | 14分32秒      | 兄・啓太は5区で区間賞        |
| 2010 | 第22回出雲全日本大学選抜駅伝競走             | 2区  | 5.8 km    | 区間2位  | 16分55秒      |                              |
| 2010 | 第42回全日本大学駅伝対校選手権大会           | 5区  | 11.6 km   | 区間2位  | 33分56秒      |                              |
| 2011 | 第87回東京箱根間往復大学駅伝競走             | 3区  | 21.5 km   | 区間8位  | 1時間04分00秒 |                              |
| 2011 | 第23回出雲全日本大学選抜駅伝競走             | 3区  | 7.9 km    | 区間賞   | 23分08秒      | 東洋大学優勝                 |
| 2011 | 第43回全日本大学駅伝対校選手権大会           | 2区  | 13.2 km   | 区間8位  | 38分56秒      |                              |
| 2012 | 第88回東京箱根間往復大学駅伝競走             | 7区  | 21.3 km   | 区間賞   | 1時間02分32秒 | 区間新記録、東洋大学優勝     |
| 2012 | 第17回天皇盃全国都道府県対抗男子駅伝競走大会 | 7区  | 13.0 km   | 区間9位  | 38分25秒      |                              |
| 2012 | 第24回出雲全日本大学選抜駅伝競走             | 4区  | 6.2 km    | 区間2位  | 17分54秒      | 区間タイ記録                 |
| 2012 | 第44回全日本大学駅伝対校選手権大会           | 4区  | 14.0 km   | 区間3位  | 40分50秒      |                              |
| 2013 | 第89回東京箱根間往復大学駅伝競走             | 3区  | 21.5 km   | 区間賞   | 1時間04分36   |                              |
| 2013 | 第25回出雲全日本大学選抜駅伝競走             | 3区  | 7.9 km    | 区間3位  | 23分14秒      |                              |
| 2013 | 第45回全日本大学駅伝対校選手権大会           | 1区  | 14.6 km   | 区間2位  | 43分10秒      |                              |
| 2014 | 第90回東京箱根間往復大学駅伝競走             | 3区  | 21.5 km   | 区間賞   | 1時間02分13秒 | 東洋大学優勝                 |
| 2014 | 第55回東日本実業団対抗駅伝競走大会           | 2区  | 15.3 km   | 区間4位  | 46分17秒      | 兄・啓太と駅伝で初の直接対決 |
| 2015 | 第59回全日本実業団対抗駅伝競走大会           | 4区  | 22.0 km   | 区間賞   | 1時間02分47秒 | 区間新記録、啓太との直接対決 |
| 2015 | 第20回天皇盃全国都道府県対抗男子駅伝競走大会 | 3区  | 8.5 km    | 区間8位  | 24分27秒      |                              |
| 2015 | 第56回東日本実業団対抗駅伝競走大会           | 2区  | 15.3 km   | 区間賞   | 44分20秒      | Honda優勝                    |
| 2016 | 第60回全日本実業団対抗駅伝競走大会           | 4区  | 22.0 km   | 区間賞   | 1時間02分45秒 | 2年連続区間新記録            |
| 2016 | 第57回東日本実業団対抗駅伝競走大会           | 6区  | 10.6 km   | 区間4位  | 30分34秒      | HONDA5位                     |
| 2017 | 第61回全日本実業団対抗駅伝競走大会           | 4区  | 22.0 km   | 区間13位 | 1時間04分36秒 | HONDA11位                    |
| 2017 | 天皇盃全国都道府県対抗男子駅伝競走大会       | 7区  | 13.0 km   | 区間賞   | 37分43秒      | 7年連続区間賞                |
| 2018 | 第62回全日本実業団対抗駅伝競走大会           | 4区  | 22.0 km   | 区間賞   | 1時間04分19秒 | HONDA2位                     |
| 2018 | 天皇盃全国都道府県対抗男子駅伝競走大会       | 7区  | 13.0 km   | 区間賞   | 37分12秒      |                              |
| 2018 | 第59回東日本実業団対抗駅伝競走大会           | 7区  | 12.9 km   | 区間賞   | 37分42秒      | HONDA4位、兄・啓太と直接対決 |
| 2019 | 第60回東日本実業団対抗駅伝競走大会           | 3区  | 16.5 km   | 区間2位  | 48分00秒      | HONDA2位、兄・啓太と直接対決 |
| 2020 | 第64回全日本実業団対抗駅伝競走大会           | 4区  | 22.4 km   | 区間3位  | 1時間04分36秒 | HONDA3位                     |
| 2020 | 天皇盃全国都道府県対抗男子駅伝競走大会       | 7区  | 13.0 km   | 区間3位  | 37分20秒      |                              |
| 2020 | 第61回東日本実業団対抗駅伝競走大会           | 5区  | 8.4 km    | 区間2位  | 24分03秒      | HONDA3位                     |
| 2021 | 第62回東日本実業団対抗駅伝競走大会           | 7区  | 12.6 km   | 区間10位 | 37分27秒      | HONDA2位                     |
| 2024 | 第68回全日本実業団対抗駅伝競走大会           | 2区  | 21.9 km   | 区間38位 | 1時間05分24秒 | 西日本鉄道41位               |
| 2024 | 第61回九州実業団毎日駅伝競走大会             | 2区  | 18.3 km   | 区間6位  | 54分17秒      | 西日本鉄道8位                |
| 2025 | 第69回全日本実業団対抗駅伝競走大会           | 2区  | 21.9 km   | 区間15位 | 1時間03分13秒 | 西日本鉄道22位               |

## マラソン全成績
| 年月          | 大会                               | 順位 | 記録          | 備考                                                                |
| ------------- | ---------------------------------- | ---- | ------------- | ------------------------------------------------------------------- |
| 2017年2月26日 | 東京マラソン2017                   | 11位 | 2時間09分27秒 | 初マラソン・世界陸上ロンドン大会男子マラソン選考レース              |
| 2017年9月24日 | 第44回ベルリンマラソン             | 6位  | 2時間09分03秒 |                                                                     |
| 2018年2月25日 | 東京マラソン2018                   | 2位  | 2時間06分11秒 | 日本記録更新（当時）・日本人トップ・MGCシリーズ第4弾・MGC出場権獲得 |
| 2018年12月2日 | 第72回福岡国際マラソン             | 4位  | 2時間10分25秒 | MGCシリーズ第7弾                                                    |
| 2019年7月7日  | ゴールドコーストマラソン           | 優勝 | 2時間07分50秒 | マラソン初優勝・大会新記録                                          |
| 2019年9月15日 | マラソングランドチャンピオンシップ | 14位 | 2時間16分09秒 | 2020年東京オリンピック・男子マラソン日本代表選考会                  |
| 2020年3月1日  | 東京マラソン2020                   | 16位 | 2時間07分45秒 | MGCファイナルチャレンジ第2弾                                        |
| 2021年12月5日 | 第75回福岡国際マラソン             | DNF  | 途中棄権      | 20km地点でリタイア                                                  |